# Hôtel International Prague

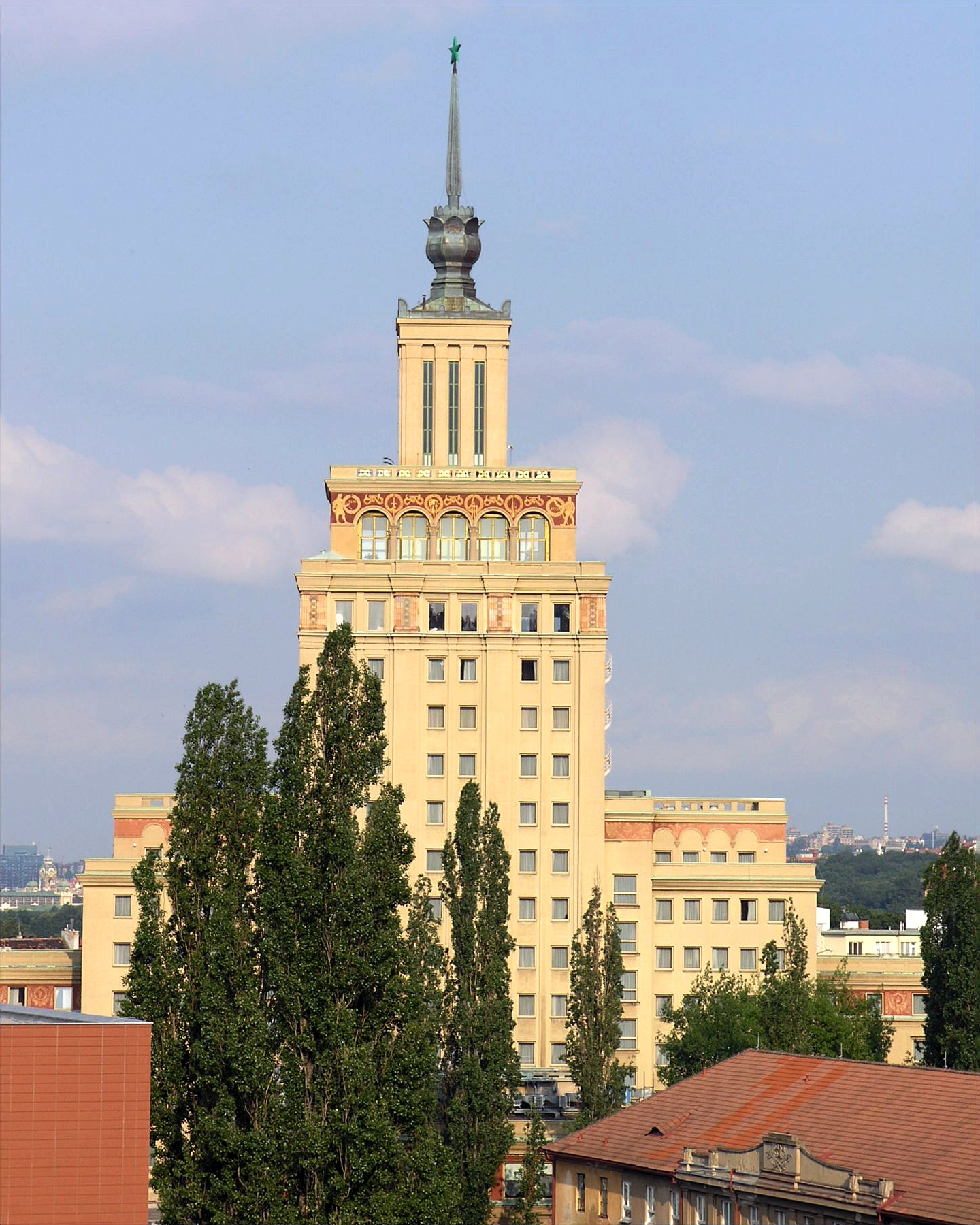
Hôtel Crowne Plaza à Prague.

L'Hôtel International Prague (auparavant Hotel Družba, Hotel Čedok, Hotel International, Hotel Holiday Inn et Hôtel Crowne Plaza) est un gratte-ciel d'architecture stalinienne de 88 mètres situé à Prague en Tchéquie, dans le district de Dejvice. Il a été construit de 1952 à 1956 dans le style du réalisme socialiste et est un monument culturel tchèque depuis 2000.